# 藍指細螯寄居蟹
藍指細螯寄居蟹（学名：Clibanarius englaucus）为活額寄居蟹科細螯寄居蟹屬下的一个种。